# Синтетическое топливо

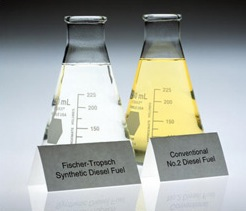
Сравнение синтетического топлива и обычного дизельного топлива. Синтетическое топливо заметно чище из-за отсутствия серы и примесей

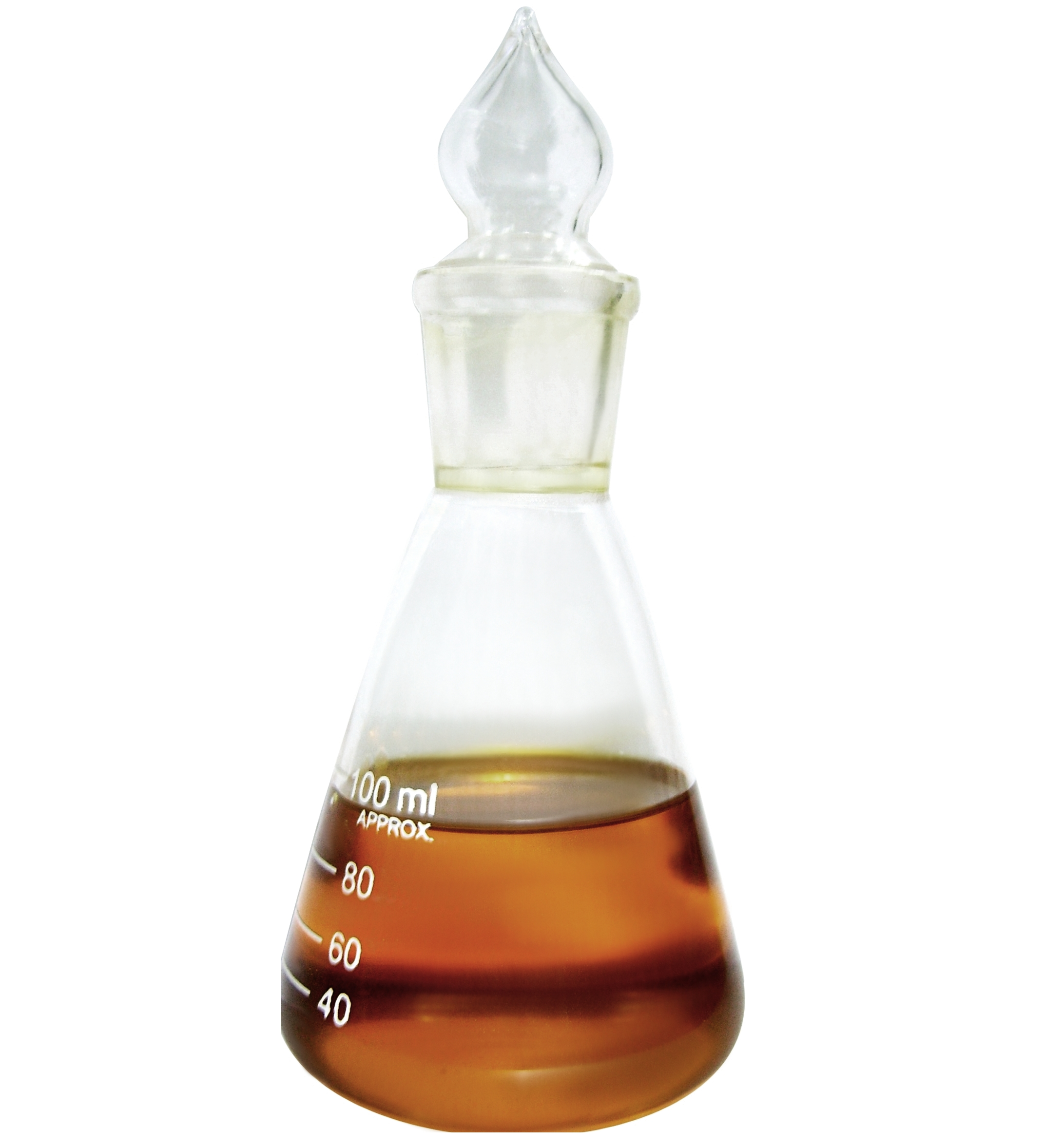
Образец биодизеля

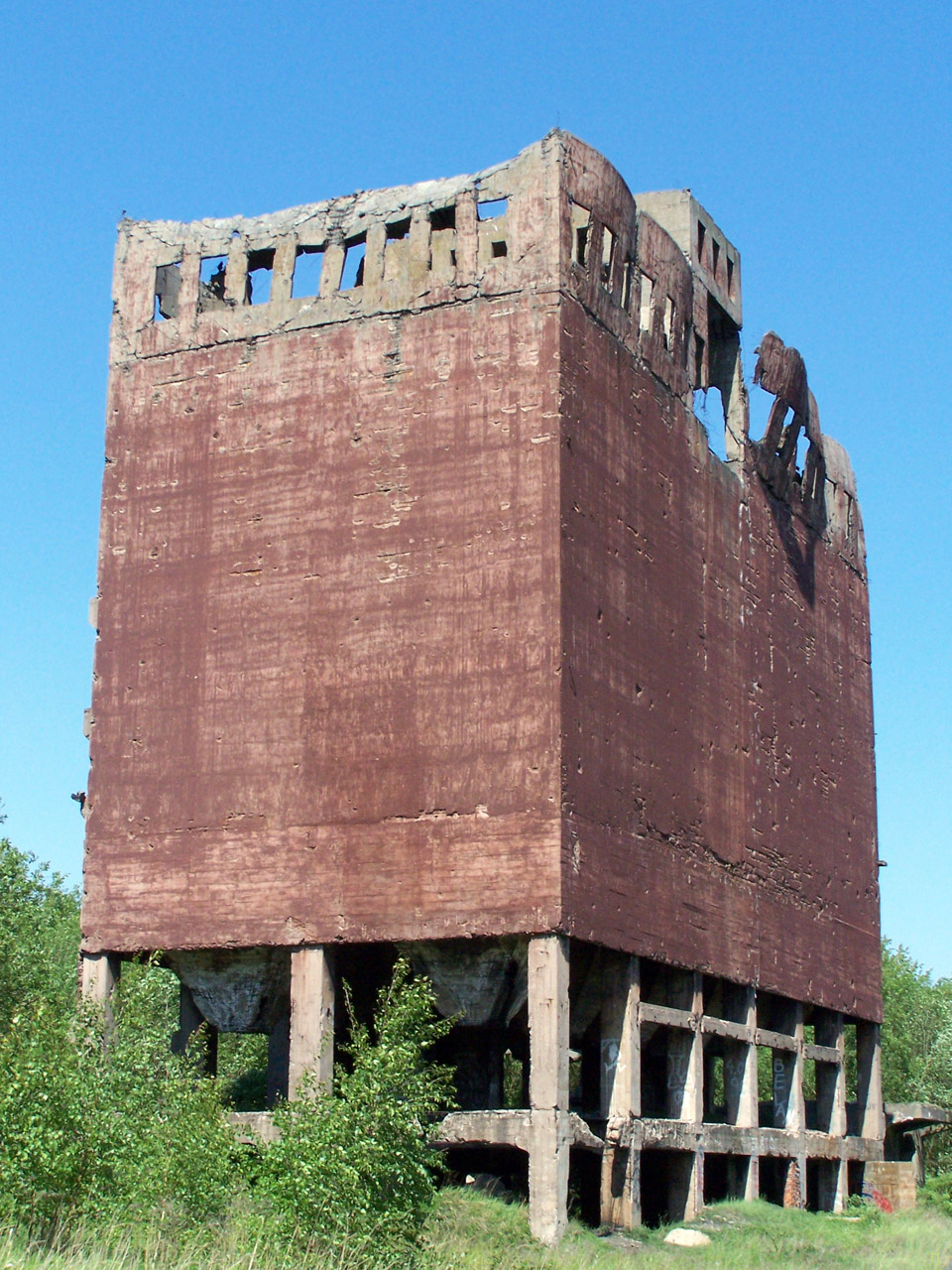
Руины завода по производству синтетического бензина (сжижение угля через процесс Бергиуса) в Пёлиц, Померания (ныне Полице, Польша)

Синтетическое топливо — углеводородное топливо, отличающееся от обычного топлива процессом производства, то есть получаемое путём переработки исходного материала, который до переработки имел неподходящие для потребителя характеристики.
Как правило, этот термин относится к жидкому топливу, полученному из твердого (угля, опилок, сланцев) либо из газообразного топлива. Такие процессы, как, например, процесс Фишера — Тропша, используются государствами, не обладающими запасами жидкого топлива.

## Определение термина «синтетическое топливо»
Термин «синтетическое топливо» имеет несколько различных значений и может относиться к различным видам топлива. «Международное энергетическое агентство» традиционно определяет «синтетическое топливо» как любое жидкое топливо, полученное из угля или природного газа. Энергетическая информационная ассоциация США в своём ежегодном отчёте за 2006 год определяет синтетическое топливо как топливо, полученное из угля, природного газа, биомассы или корма для животных путём химической конверсии в синтетическое масло и/или синтетические жидкие продукты.
Другие виды синтетического топлива используются в качестве присадок к традиционному топливу и позволяют повысить производительность двигателя внутреннего сгорания (метанол, этанол и т. д.) или же используются для специальных задач, таких как ракетное топливо (гидразин, синтин и т. д.).
Многочисленные определения синтетического топлива включают топливо, произведённое из биомассы, а также из промышленныx и коммунальныx отходов.

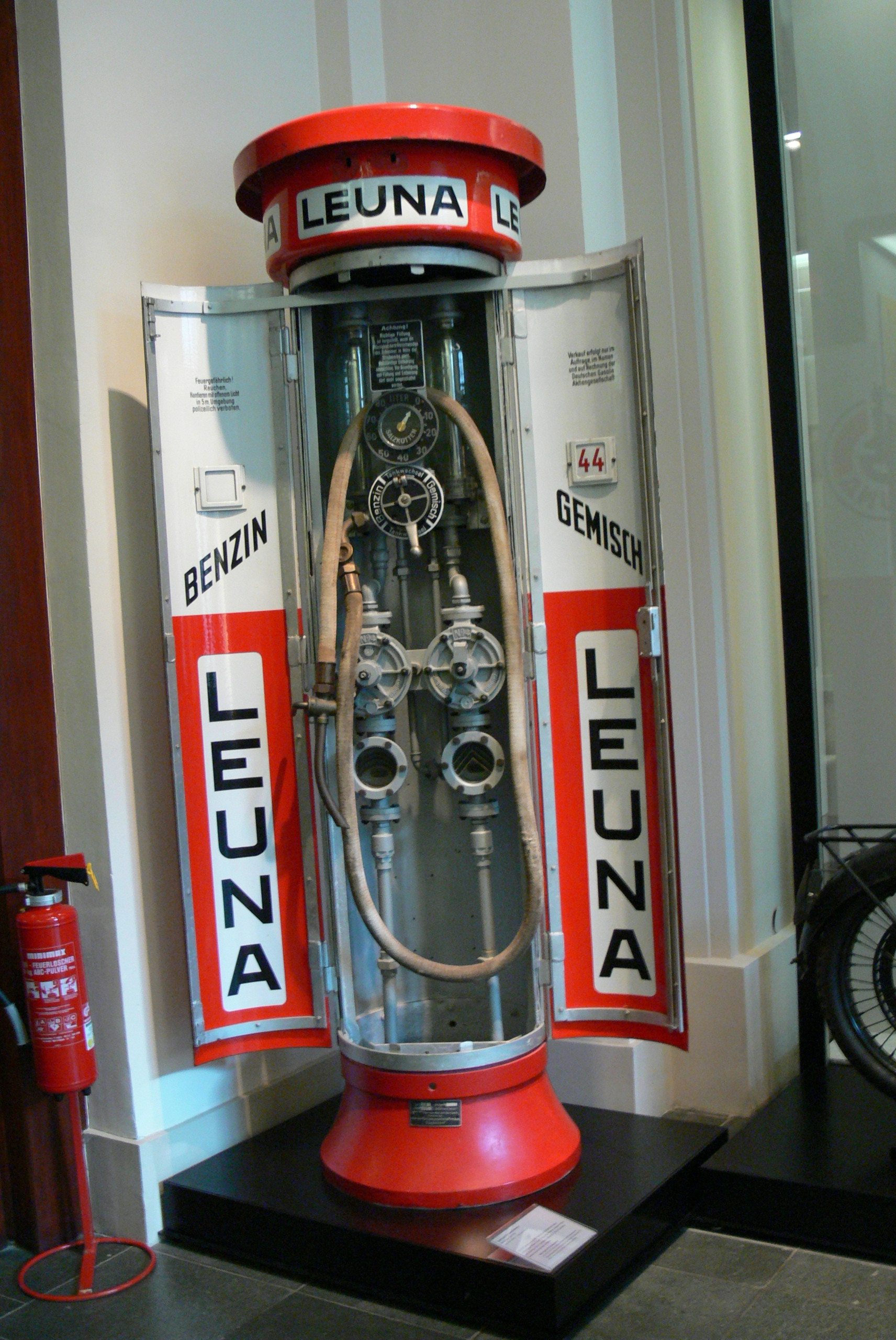
Немецкий исторический музей (Берлин). Бензонасос компании Leuna (1930 г.) для бензина и бензино-бензольной смеси.

С одной стороны, «синтетическoe» означает, что топливо производится искусственно. В отличие от синтетического, обычное топливо получают разделением сырой нефти на отдельные фракции (перегонкой, ректификацией и т. д.) без химического модифицирования компонентов. Однако различные химические процессы также могут быть использованы и при производстве традиционного топлива. Понятие «синтетическое» может означать, с другой стороны, что топливо было произведено химическим синтезом, то есть получением соединения более высокого уровня из нескольких низших. Это определение относится, в частности, к топливам XtL (сырьё в жидкости), в которых сырьё сначала разлагается и превращается в синтез-газ, состоящий из низших соединений (H2, CO и т. д.), из которых затем получают высшие углеводороды (синтез Фишера-Тропша). Однако даже при получении обычных видов топлива химические процессы могут быть частью производственного процесса. Например, углеводороды со слишком длинной углеродной цепью путём так называемого крекинга могут быть преобразованы в продукты с более короткой цепью — так получают бензин и дизельное топливо. В результате провести чёткое отличие традиционного топлива от синтетического невозможно. И хотя точного определения не существует, термин «синтетическое топливо» обычно относят к топливу XtL.
Разница же между синтетическим и альтернативным видами топлива заключается в методике их применения: альтернативное автомобильное топливо может требовать более серьезной модификации двигателя или топливной системы, или даже использования двигателя нетрадиционного типа (например, парового).

## История

NYMEX цены на нефть West Texas Intermediate

Во время Второй мировой войны Германия в значительной степени, до 30 % в отдельные годы, удовлетворяла свои нужды в топливе за счет создания производственных мощностей для переработки угля в жидкое топливо. Как считал «личный архитектор Гитлера» Альберт Шпеер, в техническом отношении Германия потерпела поражение 12 мая 1944 года, когда вследствие массированных бомбардировок союзников было уничтожено 90 % заводов, производящих синтетическое горючее.

Аналогично этому, Южная Африка с теми же целями создала предприятие Sasol Limited, которое во времена Апартеида помогало экономике этого государства успешно функционировать, несмотря на международные санкции.
В США компании-производители такого топлива часто получают государственные субсидии и производят «синтетическое топливо» из смеси угля с биологическими отходами. Такие методы получения государственных субсидий подвергаются критике со стороны «зелёных», как пример злоупотребления особенностями налоговой системы корпорациями. Синтетическое дизельное топливо, получаемое в Катаре из натурального газа, отличается низким содержанием серы, поэтому его добавляют к обычному дизельному топливу для снижения уровня серы, что необходимо для маркетирования дизтоплива в тех штатах США, где существуют особенно высокие требования к его качеству (например, в Калифорнии).
Синтетическое жидкое топливо и газ из твердых горючих ископаемых производят сейчас в ограниченном масштабе. Дальнейшее расширение производства синтетического топлива сдерживается его высокой стоимостью, значительно превышающей стоимость топлива на основе нефти. Поэтому сейчас интенсивно ведется поиск новых экономичных технических решений в области синтетического топлива. Поиск направлен на упрощение известных процессов, в частности, на снижение давления при ожижении угля с 300—700 атмосфер до 100 атмосфер и ниже, увеличение производительности газогенераторов для переработки   угля   и   горючих   сланцев и также разработку новых катализаторов синтеза метанола и бензина на его основе.
Сейчас использование технологии Фишера — Тропша возможно лишь при устойчивых нефтяных ценах выше 50—55 долларов за баррель.

## Нетрадиционная нефть
Природные битумы — это составная часть горючих ископаемых. Битумы содержат значительно больше водорода, чем уголь, поэтому производство жидкого топлива из битума может быть гораздо проще и может стоить существенно меньше, чем производство жидкого топлива методом Фишера — Тропша. Горючий сланец — это полезное ископаемое из группы твёрдых каустобиолитов, дающее при сухой перегонке значительное количество смолы (близкой по составу к нефти). Битуминозные пески Ориноко (нефтеносные пески Ориноко) являются депозитами нетрадиционной нефти в виде горючих сланцев в районе реки Ориноко в Венесуэле, которая течёт от венесуэльско-бразильской границы и впадает в Атлантический океан. Битуминозные пески Ориноко считаются одним из двух крупнейших месторождений нетрадиционной нефти (второе, Битуминозные пески Атабаски, расположено в Канаде).

«По разным оценкам, в мировых запасах сланца содержится от 550 до 630 миллиардов тонн сланцевой смолы (искусственной нефти), то есть в 4 раза больше, чем все разведанные запасы натуральной нефти»
                 Э. П. Волков, академик РАН. 

## Изооктан
Изооктан применяют как добавку при производстве бензинов, для повышения их антидетонационных свойств. Изооктан используют в производстве авиационных бензинов, к которым предъявляют требование высоких антидетонационных свойств.
(нaпр. Смесь № 1: 60 % Б-70, 20 % изооктана и 20 % неогексана.)
B промышленности изооктан получают гидрированием диизобутилена над катализатором, например, медно-хромовым, или алкилированием изобутана изобутиленом в присутствии концентрированной серной кислоты, AlCl3, BF3 или других катализаторов.

## Полимербензин
Полимербензин обычно имеет октановое число 82—84 (моторный метод) или 96—97 (исследовательский метод) и очень хорошие смесительные характеристики: в смеси с другими бензинами он ведет себя как продукт с октановым числом 90—130 (моторный метод), в зависимости от природы компонентов, с которыми его смешивают.

## Биотопливо
Жидкое (например, этанол, метанол, биодизель), и газообразное (синтез-газ, биогаз, водород) биотопливо для двигателей внутреннего сгорания (
транспортное биотопливо) существует в основном как этанол и биодизель. В 2014 году этанол составлял 74 % рынка транспортного биотоплива, биодизель — 23 % (преимущественно в форме метиловых эфиров жирных кислот), гидрированное растительное масло (HVO) — 3 %. Эти виды топлива производятся из пищевого сырья. Этанол получают из сахарного тростника (61 %) и из зерна (39 %). Основными видами сырья для производства биодизеля являются соя и рапс. Попытки коммерциализации жидких биотоплив из источников, не конкурирующих с производством продуктов питания, пока не привели к статистически значимым рыночным результатам.
Pезкий рост производства биотоплива требует больших территорий для посева растений. Эти территории или расчищаются путём сжигания лесов (что приводит к огромным выбросам углекислого газа в атмосферу), или отнимаются от фуражных и пищевых культур (что приводит к росту цен на продовольствие).
Кроме того, выращивание сельскохозяйственных культур требует больших затрат энергии. Для многих культур EROEI (отношение полученной к потраченной энергии) лишь немного превышает единицу или даже ниже её. Так, у кукурузы EROEI составляет всего 1,5. Вопреки распространённому мнению, это верно не для всех культур: так, у сахарного тростника коэффициент EROEI составляет 8, у пальмового масла 9.
Ежегодно на нашей планете образуется около 200 млрд т растительной целлюлозосодержащей биомассы. Биосинтез целлюлозы — самый крупномасштабный синтез в прошлом, настоящем и, по крайней мере, в ближайшем будущем. Но в связи с увеличивающимися потребностями человечества в ресурсах нельзя точно утверждать, что синтез целлюлозы будет самым масштабным и в будущем, например, и через 50 лет. Для сравнения: производство стали во всем мире на 2009 год составило 1,3 млрд т, а мировая добыча нефти на 2006 год составляла 3,8 млрд т в год.
По ориентировочным оценкам, мировые разведанные запасы нефти примерно равны запасам древесины на нашей планете, однако ресурсы нефти быстро истощаются, в то время как в результате естественного прироста запасы древесины увеличиваются. Значительным резервом повышения ресурсов древесного сырья является увеличение выхода целевых продуктов из древесины. Переработка биомассы растительного сырья базируется в основном на сочетании химических и биохимических процессов. Гидролиз растительного сырья — наиболее перспективный метод химической переработки древесины, так как в сочетании с биотехнологическими процессами позволяет получать мономеры и синтетические смолы, топливо для двигателей внутреннего сгорания и разнообразные продукты для технических целей.
Общее производство биотоплива (биоэтанола и биодизеля) в 2005 году составило около 40 млрд л.
В марте 2007 года японские учёные предложили производить биотопливо из морских водорослей.
По мнению некоторых учёных, массовое использование двигателей на этаноле (не путать с биодизелем) увеличит концентрацию озона в атмосфере, что может привести к росту числа респираторных заболеваний и астмы.

### Диметилфуран
Диметилфуран рассматривается как потенциальное биотопливо, которое может заменить этанол. Диметилфуран имеет на 40 % более высокую плотность энергии, чем этанол, поэтому он сопоставим с бензином. Он химически стабилен и, в отличие от этанола, не впитывает влагу из атмосферы. Кроме того, у диметилфуранa более низкая температура испарения.

### Метилтетрагидрофуран
Метилтетрагидрофуран — жидкое биотопливо (дизель) растительного происхождения, которое может применяться и как горючее, и как кислородная добавка к топливу.

### Триацетин
Данный триглицерид — является эфиром глицерина и уксусной кислоты.
Это синтезированное химическое соединение может применяться в качестве добавки к топливу в качестве антидетонационной присадки, которая снижает детонацию двигателя при использовании бензина, и улучшает устойчивость к низким температурам и вязкостные характеристики биодизеля.

### Микодизель
В 2008 году было отмечено, что гриб A. sarcoides производит ряд летучих органических соединений, в том числе спирты с 6-9 атомами углерода, кетоны и алканы.. Смесь, производимая грибом, благодаря своему химическому сходству с существующими топливными смесями, получила название «микодизель». Ученые считают, что благодаря химическим свойствам продуктов метаболизма и способности расти на целлюлозе, этот вид является потенциальным источником биотоплива. Первоначально протестированный штамм был ошибочно идентифицирован как Gliocladium roseum. В 2012 году в надежде понять генетические основы биохимических процессов производства летучих органических соединений был секвенирован геном гриба. Некоторые из продуктов метаболизма A. sarcoides имеют высокий потенциал для использования в топливной промышленности.

## Спирты
В последнее время растет роль спиртов как топлива (метанол — в топливных элементах, этанол и смеси с ним — в двигателях внутреннего сгорания).
| Топливо   | Плотность энергии | смесь воздуха с топливом | Удельная энергия смеси воздуха с топливом | Удельная теплота испарения | Октановое число (RON) | Октановое число (MON) |
| --------- | ----------------- | ------------------------ | ----------------------------------------- | -------------------------- | --------------------- | --------------------- |
| Бензин    | 32 МДж/л          | 14.6                     | 2.9 МДж/кг воздух                         | 0.36 МДж/кг                | 91-99                 | 81-89                 |
| Бутанол-1 | 29.2 МДж/л        | 11.1                     | 3.2 МДж/кг воздух                         | 0.43 МДж/кг                | 96                    | 78                    |
| Этанол    | 19.6 МДж/л        | 9.0                      | 3.0 МДж/кг воздух                         | 0.92 МДж/кг                | 107                   | 89                    |
| Метанол   | 16 МДж/л          | 6.4                      | 3.1 МДж/кг воздух                         | 1.2 МДж/кг                 | 106                   | 92                    |

### Этанол
Этанол может использоваться как топливо, в т. ч. для ракетных двигателей, двигателей внутреннего сгорания в чистом виде. Ограниченно в силу своей гигроскопичности (отслаивается) используется в смеси с классическими нефтяными жидкими топливами. Применяется для выработки высококачественного топлива и компонента бензинов — Этил-трет-бутилового эфира, более независимого от ископаемой органики, чем МТБЭ.
Лидером в использовании биотоплива является Бразилия, обеспечивающая 40 % своих потребностей в топливе за счёт спирта, благодаря высоким урожаям сахарного тростника и низкой стоимости рабочей силы.
Биотопливо формально не приводит к выбросам парникового газа: в атмосферу возвращаются лишь углекислый газ (CO2), изъятый из неё в ходе фотосинтеза, и вода.

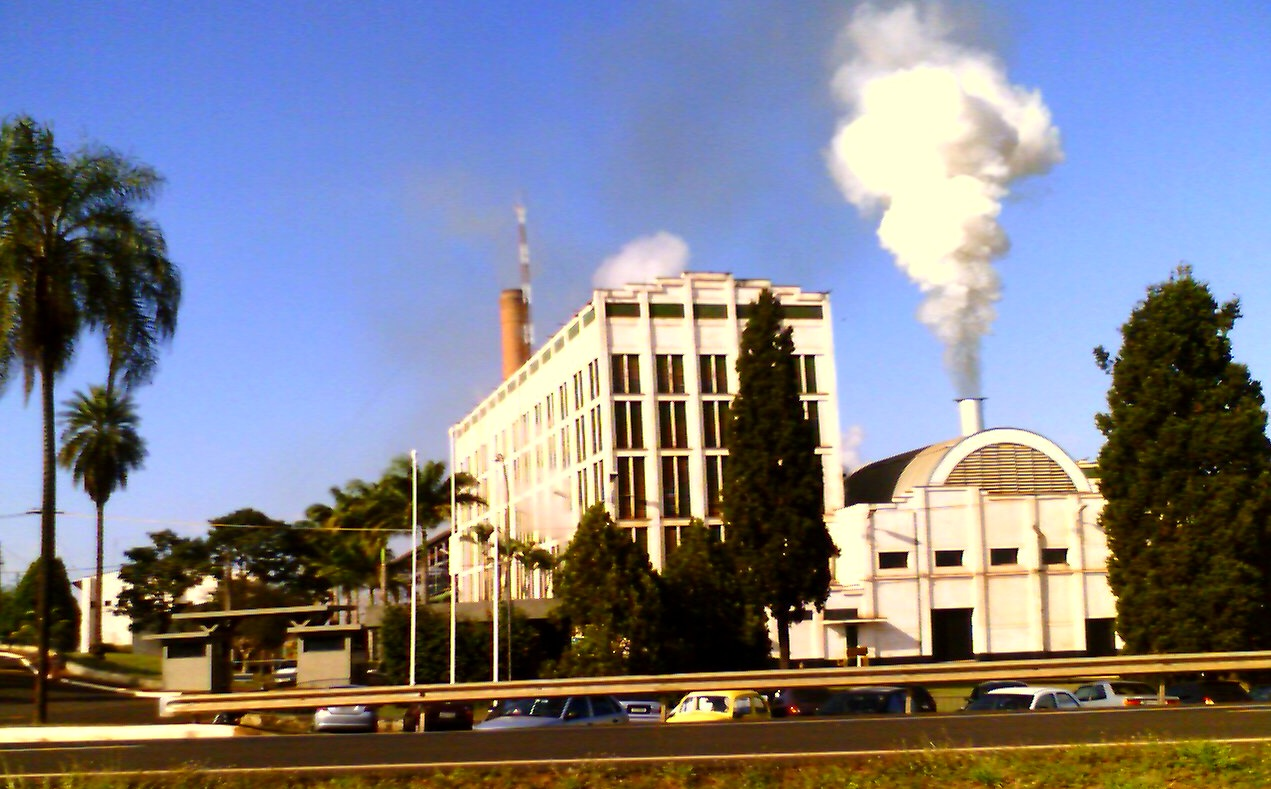
Производство этанола в Сертазино, Бразилия

На 2008 год доля этанола в мировом потреблении моторного топлива составила 5,4 %. В том же году 89 % мирового производства этанола приходились на долю США и Бразилии.
Этанол является менее «энергоплотным» источником энергии, чем бензин (это касается только смесей с высоким содержанием этанола); пробег машин работающих на E85 (смесь 85 % этанола и 15 % бензина; буква «Е» от английского Ethanol) на единицу объёма топлива составляет примерно 75 % от пробега стандартных машин. Обычные автомобильные ДВС не могут работать на E85, хотя прекрасно работают на E10 (некоторые утверждают что можно использовать даже E15 и успешно используется E40 (А95-Е)). На «настоящем» этаноле могут работать только т. н. машины «Flex-Fuel» (автомобиль с многотопливным двигателем). Эти автомобили также могут работать на обычном бензине (небольшая добавка этанола всё же требуется) или на произвольной смеси того и другого. Бразилия является лидером в производстве и использовании биоэтанола из сахарного тростника в качестве топлива. Автозаправки в Бразилии предлагают на выбор либо E20 (иногда E25) под видом обычного бензина, либо «acool» E100, азеотроп этанола (96 % C2H5OH и 4 % (по весу) воды). Пользуясь тем, что этанол дешевле бензина, недобросовестные заправщики разбавляют E20 азеотропом, так что его концентрация может негласно доходить до 40 %. Переделать обычную машину в «Flex-fuel» можно, но экономически нецелесообразно.
Критики производства биоэтанола заявляют, что для производства биоэтанола под плантации тростника часто вырубаются тропические леса. Хотя плантации сахарного тростника не являются первоочередной целью лесорубов. Тропические леса вырубаются нелегально. Нелегальные производители древесины вырубают участок леса. После ухода нелегальных дровосеков участок занимают фермеры для выпаса скота. Через 3 — 4 года выпас скота на этом участке прекращается, а участок занимают фермеры для производства сои и других культур.
Производство этанола из кукурузы в США в 5-6 раз менее эффективно по сравнению с его производством на основе сахарного тростника в Бразилии. В последнее время в южных штатах США начинается производство целлюлозного этанола, для чего проводятся посевы сладкого сорго.

### Метанол
Небольшие добавки метанола можно использовать в топливе существующих транспортных средств, добавляя ингибиторы коррозии. Так называемая европейская директива качества топлива (European Fuel Quality Directive) позволяет использовать до 3 % метанола с равным количеством присадок в бензине, продаваемом в Европе. Сегодня в Китае используется более 1 млрд галлонов метанола в год в качестве транспортного топлива в смесях низкого уровня, используемых в существующих транспортных средствах, а также высокоуровневые смеси в транспортных средствах, предназначенных для использование метанола в качестве топлива.
Помимо применения метанола в качестве альтернативы бензину, существует технология применения метанола для создания на его базе угольной суспензии, которая в США имеет коммерческое наименование «метакол» (methacoal). Такое топливо предлагается как альтернатива мазута, широко используемого для отопления зданий (топочный мазут). Такая суспензия, в отличие от водоуглеродного топлива, не требует специальных котлов и имеет более высокую энергоёмкость. С экологической точки зрения такое топливо имеет меньший «углеродный след», чем традиционные варианты синтетического топлива, получаемого из угля с использованием процессов, в которых часть угля сжигается во время производства жидкого топлива.

### Бутиловый спирт
Может использоваться в качестве добавки к традиционным видам топлива. Энергия бутанола близка к энергии бензина. Бутанол может использоваться в топливных элементах как сырьё для производства водорода. С 1950-х годов бутанол производится в основном из ископаемого топлива. Он также может быть получен путем ферментации из растительной биомассы (до 1950-х годов это был основной метод производства бутанола), обычно из соломы, а также из любых других растительных отходов, содержащих углеводы. Этот процесс происходит при участии бактерий Clostridium acetobutylicum и позволяет получать бутанол с концентрацией до 7 %. За последние несколько десятилетий были обнаружены и другие бактерии, способные эффективно производить бутанол (например, C. beijerinckii, C. aurantibutyricum и C. butylicum). Ведутся исследования по получению штаммов, продуцирующих бутанол в более высокой концентрации (более 9 %), что позволяет автоматически отделять бутанол от водной фазы во время ферментации. Бутанол, полученный путем ферментации биомассы, называется биобутанолом.
В 2007 году в Великобритании начались продажи биобутанола в качестве добавки к бензину.

### Изопропиловый спирт
Может использоваться в качестве добавки к традиционным видам топлива. В большом количестве изопропиловый спирт используется для улучшения качества топлива как топливная присадка.
Из-за смешиваемости с водой он используется в качестве добавки к топливу для повышения растворимости воды и предотвращения обледенения топливопроводов. В карбюраторе двигателя при температуре от −8 до +13 ° С и относительной влажности воздуха 60—100 % может наступить обледенение, что затрудняет запуск и выключение двигателя. Для устранения этого нежелательного явления достаточно добавить к бензину 1,5—3 % изопропилового спирта.

## Простые эфиры
Эфиры — бесцветные, подвижные, легкокипящие жидкости с характерным запахом.
Метил-трет-бутиловый эфир (МТБЭ) в настоящее время считается самым перспективным антидетонатором. В России его разрешено добавлять в автомобильные топлива в количестве до 15 %. Ограничения вызваны особенностями эксплуатационных характеристик: относительно низкой теплотой сгорания и высокой агрессивностью по отношению к резинам. Согласно результатам дорожных испытаний, неэтилированные бензины, содержащие 7-8 % МТБЭ, превосходят этилированные бензины при всех скоростях движения. Добавка 10 % МТБЭ в бензин повышает октановое число по исследовательскому методу на 2,1—5,9 единиц, а 20 % — на 4,6—12,6 единиц, в связи с чем он эффективнее таких известных добавок, как алкилбензин и метанол.
Использование топлива с метил-трет-бутиловым эфиром несколько улучшает мощность и экономические показатели двигателя. МТБЭ представляет собой бесцветную прозрачную жидкость с резким запахом. Температура кипения составляет 54—55°С, плотность 0,74 г/см3. Октановое число по этому методу составляет 115—135 пунктов. Мировое производство МТБЭ исчисляется десятками миллионов тонн в год.
В качестве потенциальных антидетонаторов возможно применение этил-трет-бутилового эфира, трет-амилметилового эфира, а также простых метиловых эфиров, полученных из олефинов C6-C7.
Свойства некоторых эфиров.
| Эфир | Формула             | ОЧИМ | ОЧММ | ОЧср  | Ткип, °С |
| МТБЭ | CH3-O-C(CH3)3       | 118  | 110  | 114   | 55       |
| ЭТБЭ | C2H5-O-C(CH3)3      | 118  | 102  | 110   | 70       |
| МТАЭ | CH3-O-C(CH3)2C2H5   | 111  | 98   | 104,5 | 87       |
| ДИПЭ | (CH3)2CH-O-CH(CH3)2 | 110  | 99   | 104,5 | 69       |

Для получения бензинов АИ-95 и АИ-98 обычно используют добавки МТБЭ или его смесь с трет-бутиловым спиртом, которая называется Фэтэрол — торговое название Октан-115. Недостатком таких кислородсодержащих компонентов является улетучивание эфиров в жаркую погоду, что ведёт к понижению октанового числа.
Полиоксиметилендиметиловые эфиры могут использоваться в качестве компонентов дизельного топлива или полноценной альтернативы дизельному топливу. Полиоксиметилендиметиловые эфиры снижают выбросы сажи в процессе сгорания. Производственные затраты на производство ОМЕ сопоставимы с затратами на дизельное топливо.

## Твердое и газообразное топливо

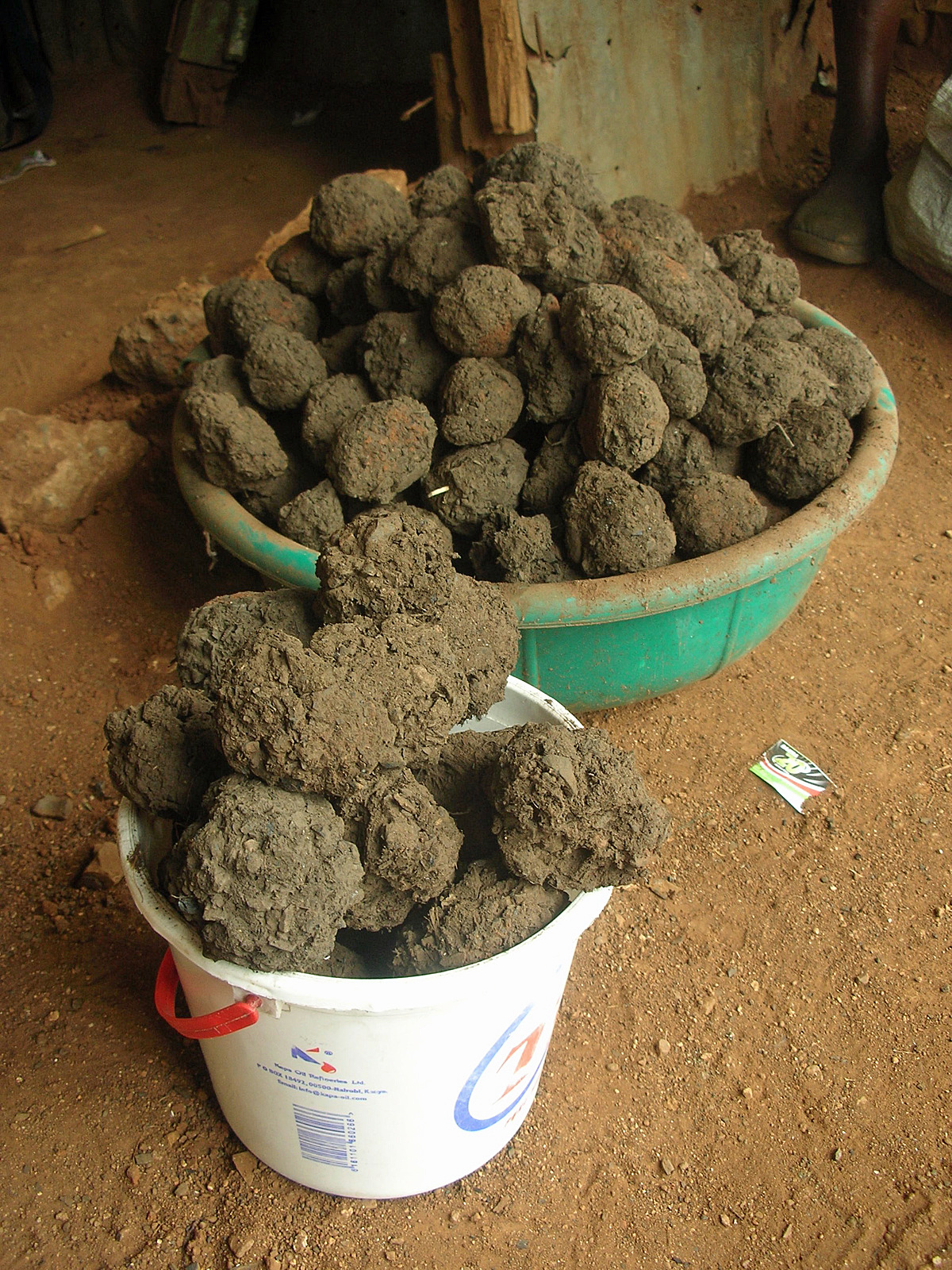

В некоторых странах третьего мира дрова и древесный уголь до сих пор являются основным топливом, доступным населению для отопления и приготовления пищи (так живёт около половины мирового населения). Это во многих случаях приводит к вырубке лесомассивов, что в свою очередь приводит к опустыниванию и эрозии почвы. Одним из способов уменьшения зависимости населения от источников древесины является внедрение технологии брикетирования отходов сельского хозяйства или бытового мусора в топливные брикеты. Такие брикеты получают прессованием кашицы, полученной смешиванием отходов с водой на несложном рычажном прессе с последующей сушкой. Такая технология, однако, очень трудоемка и предполагает наличие источника дешевой рабочей силы. Менее примитивным вариантом получения брикетов является использование для этого гидравлических прессовальных машин.
Некоторые газообразные топлива можно считать вариантами синтетического топлива, хотя такое определение может быть спорным, поскольку двигатели, использующие такое топливо, нуждаются в серьёзной модификации. Одним из широко обсуждаемых вариантов уменьшения вклада автотранспортных средств в накопление углекислоты в атмосфере считается использование водорода в качестве топлива. Водородные двигатели не загрязняют окружающую среду и выделяют только водяной пар. В водородно-кислородных топливных элементах используется водород для непосредственного преобразования энергии химической реакции в электрическую.
Поскольку водород получают либо методами, требующими большого расхода электроэнергии, либо окислением углеводородных топлив, экологические и, тем более, экономические преимущества такого топлива весьма спорны.
Полная статья Водородная энергетика.

### Диметиловый эфир
Диметиловый эфир получают дегидратацией метанола при 300—400 °C и 2—3 МПа в присутствии гетерогенных катализаторов — алюмосиликатов. Степень превращения метанола в диметиловый эфир — 60 %, в цеолиты — почти 100 %. Диметиловый эфир — экологически чистое топливо без содержания серы, а выброс оксидов азота в выхлопных газах — на 90 % меньше, чем у бензина. Цетановое число диметилового дизеля более 55, при том что у классического нефтяного — от 38 до 53. Применение диметилового эфира не требует специальных фильтров, но необходима переделка систем питания (установка газобаллонного оборудования, корректировка смесеобразования) и зажигания двигателя. Без переделки возможно применение на автомобилях с LPG-двигателями при 30 % содержании ДМЭ в топливе.
Теплота сгорания ДМЭ около 30 МДж/кг, у классических нефтяных топлив — около 42 МДж/кг. Одна из особенностей применения ДМЭ — его более высокая окисляющая способность (благодаря содержанию кислорода), чем у классического топлива.
В июле 2006 года Национальная Комиссия Развития и Реформ (NDRC) (Китай) приняла стандарт использования диметилового эфира в качестве топлива. Китайское правительство будет поддерживать развитие диметилового эфира, как возможную альтернативу дизельному топливу. В ближайшие 5 лет Китай планирует производить 5-10 млн тонн диметилового эфира в год.
Автомобили с двигателями, работающими на диметиловом эфире, разрабатывают KAMAZ, Volvo, Nissan и китайская компания Shanghai Automotive.

## Переработка отходов в топливо в России
Учитывая актуальность и жизненную необходимость решения проблем с переработкой отходов (в том числе и ТБО), в 2010 г. руководством Российской Федерации утверждена масштабная программа по переводу отечественной экономики в русло инновационного развития.

В соответствии с поручением Президента РФ от 08.03.2011 г. № 574 и поручением Председателя Правительства от 12.06.2010 г. № ВП-П9-3955 компанией «Русэкойл» подготавливаются проекты мощностью 1 млн тонн в год в г. Санкт-Петербурге и Московской области.
В январе 2019 президент страны В. Путин подписал указ о создании компании «Российский экологический оператор», которая станет единым мусорным оператором страны в форме публично-правовой компании (ППК); функции учредителя будет осуществлять Минприроды. Оператор будет заниматься госпрограммами по обращению с отходами и привлекать инвесторов для проектов по их утилизации.
Инновации
Отходоперерабатывающие комплексы:
Впервые в рамках отечественных исследований поставлена задача (2011 г.) объединить разрозненные передовые разработки по многим отраслям промышленности.
Будут разработаны несколько вариантов экологически чистых, высокотехнологичных, конкурентоспособных на мировом рынке отходоперерабатывающих комплексов.

Оптимизация сырьевых, тепловых, газовых потоков обеспечит максимальное получение жидких топливных фракций и стройматериалов — без каких-либо технологических отходов, кроме сбросных каталитически очищенных газов.
В результате переработки будет выпускаться рентабельная продукция: топливо, присадки, строительные материалы.
На 1-м этапе предполагается комплектация экспериментальной линии для проведения исследований, испытаний, сертификации и патентования.
Данная работа будет проводиться совместно с Фондом «Сколково», участником которого является компания «Русэкойл».
Планируется строительство мобильных или стационарных перерабатывающих комплексов в составе 1-5 однотипных линий с годовым объёмом переработки 50-250 тыс. тонн подготовленных ТБО (вновь образуемых и полигонного захоронения), «хвостов» сортировки, иловых осадков, торфа, углешламов, деревоотходов и другой органики. 

В результате переработки будет выпускаться товарной продукция:
- дизельное топливо
- химпродукция: (бензол, толуол и нефрас или объединённая фракция БТК),
- цемент,
- газопенобетон.